# Александровка (Азовский район)
Алекса́ндровка — село в Азовском районе Ростовской области, административный центр Александровского сельского поселения.

## География
Расположено на реке Мокрая Чубурка.

### Улицы
В селе имеется 43 улицы и переулка:
| - пер. Азовский - ул. Верхняя - ул. Ворошилова - пер. Ейский - пер. Зерновой - ул. Калинина - пер. Кировский - пер. Колхозный - пер. Комсомольский - ул. Космонавтов - ул. Красная | - пер. Красноармейский - ул. Кузнечная - ул. Ленина - ул. Лермонтовская - пер. М. Горького - пер. Маяковского - ул. Мира - ул. Набережная - ул. Нижняя - ул. Октябрьская - пер. Первомайский | - ул. Победы - ул. Полевая - ул. Пушкинская - пер. Речной - пер. Садовый - пер. Свободный - ул. Северная - ул. Советская - ул. Социалистическая - пер. Спортивный - ул. Степная | - ул. Таганрогская - пер. Тракторный - ул. Фрунзе - ул. Чапаева - ул. Чехова - пер. Широкий - пер. Школьный - пер. Щорса - пер. Юбилейный - ул. Южная |

## История
Село было основано в 1740 году.
По сведениям 1859 года населённый пункт упоминается как казённое село Александровка (Чембурка, Чубуры) 4-го стана Ростовского уезда Екатеринославской губернии при речке Чембурке, в 90 верстах от уездного города. Имелось 280 дворов и 1962 жителя (1017 мужчин, 945 женщин), православная церковь.
По данным переписи 1897 года — посёлок Александровское на крестьянских землях Ростовского округа Области Войска Донского. Посёлок входил в состав Екатериновской волости, имелось 1127 дворов и столько же хозяйств, 7293 жителя (3631 мужчина и 3662 женщины) наличного населения. По сословиям подавляющее большинство составляли крестьяне (6728 человек) и мещане (511 человек). По вероисповеданию — 7261 православный и 32 других, по родному языку — 6712 с малорусским, 512 с великорусским и 69 с другими родными языками. Грамотных было приблизительно 17,4 %: 1002 мужчины и 269 женщин, в основном с домашним (373 человека) и низшим (882 жителя) образованием. Жители занимались земледелием (6303 человека с учётом членов семей), ремёслами (367 человек), были на частной (251 человек) и общественной (36 человек) службе, также среди них были торговцы (210 человек), землевладельцы (51 человек) и лица других занятий (63 человека). Среди ремесленников (106 мужчин и 6 женщин) было 30 сапожников, по 14 кузнецов, плотников и портных, по 6 столяров и модисток.
По списку 1915 года посёлок Александровский был центром Александровской волости Ростовского округа и имел 1310 дворов, 10337 жителей (5446 мужчин, 4891 женщина) и 9020 десятин земли. Было почтово-телеграфное отделение.
По переписи 1926 года — село Александровка, центр Александровского сельсовета Азовского района Донского округа Северо-Кавказкого края. В населённом пункте числилось 1677 хозяйств и 8032 жителя (3841 мужчина и 4191 женщина), из которых украинцы — 95,56 % или 7675 человек.
В 1935—62 годах — центр Александровского района, затем вновь в Азовском районе.

## Население
| 1959 | 1989  | 2002  | 2010  | 2021  |
| ---- | ----- | ----- | ----- | ----- |
| 5986 | ↘4602 | ↗4738 | ↗4744 | ↘4695 |

Национальный состав
Согласно результатам переписи 2002 года, в национальной структуре населения русские составляли 87 %.

## Инфраструктура
В Александровке имеются: школа, четыре детских сада, библиотека, дом культуры, детская музыкальная школа, сельпо, колхоз, центр социальной помощи людям пожилого возраста и инвалидам, больница, Свято-Преображенский приход, почта, спортивный комплекс, бассейн, магазин «Магнит», магазин «Пятёрочка».

## Известные люди
В селе родились:
- Бойко, Дмитрий Дмитриевич — Герой Советского Союза.
- Клименко, Николай Сергеевич — Герой Советского Союза.
- Макаровский, Михаил Аронович — российский революционер и общественный деятель.
- Черненко, Василий Иванович — Герой Советского Союза.

## Достопримечательности
- Храм Преображения Господня.